# Астеролепіс
Астеролепіс (Asterolepis) — рід вимерлих панцирних риб підкласу антиархи. Були поширені в девонському періоді в Європі (Шотландія, Шпіцберген, Гренландія, Європейська частина кол. СРСР), Америці (східна частина США) і в Азії (Китай). Астеролепіси — керівні копалини товщ прісноводно-дельтових відкладень, позбавлених решток морських безхребетних. Найкращі знахідки — в балтійському регіоні.

## Ресурси Інтернета
- The Asterolepis. — Its structure, bulk, and aspect. — P. 70-105 [Архівовано 5 березня 2016 у Wayback Machine.]
- The recent history of the Asterolepis. — P. 24-37